# 轉瞬為風
參數所指定的目標頁面不存在，建議更正成存在頁面或直接建立下列一個頁面（建立前請先搜尋是否有合適的存在頁面可以取代）：
- 轉瞬為風 (歌曲)

《轉瞬為風》是佐藤多佳子所寫的日本長篇小說，並且另外有以其為藍本漫畫家安田剛士作畫的漫畫。是描寫高中少年為田徑努力的故事。2008年2月由富士電視台將其改編為電視劇。
原作從2006年9月起開始出版。全3部。讲谈社刊行。
2006年入圍第136屆直木獎。2007年獲得日本書店大獎第一名與第二十八屆吉川英治文學新人獎。

## 構成
單行本（全3部）由以下構成。
1. 第一部 就定位。（2006年8月26日） ISBN 978-4062135627
2. 第二部 預備。（2006年9月22日） ISBN 978-4062136051
3. 第三部 跑！（2006年10月25日） ISBN 978-4062136815

繁體中文版譯名《转瞬为风》，由城邦文化·麥田出版於2008年8月1日發行。 ISBN 978-9861734019
简体中文版译名《一瞬化作風》，由人民文学出版社出版，99读书人发行。
1. 第一部 ISBN 9787020078875
2. 第二部 ISBN 9787020079407
3. 第三部 ISBN 9787020081240

## 登場人物

### 春野台高中
神谷新二(16→18)
種類：100公尺 200公尺 4百接力（4×100M接力） 1600接力（4×400M接力）
主角。身高175公分，体重62公斤。短距離（Short sprint）選手。到中學畢業才知道哥哥神谷健一為了一圓足球夢每日努力，不過因為知道自己有努力也無法克服的障礙，上高中後就停止踢足球了。
因為同班同學根岸的邀請，與好朋友一之瀨連一起加入春野台高中田徑隊。頑強，不管怎樣也不服輸拚到底的努力家。因此，連稱他為「魔鬼終結者」。
一開始很喜歡自己染色的黃色頭髮，集訓時被暱稱「醃蘿蔔」，後染回黑色（被高梨正已等稱其不浪費時間在虛張聲勢上、看起來反而更有魄力了呢）。接下守屋的棒子升任隊長，在丹澤湖的出現帶給入江莫大的鼓勵。名言是「一場、一場的認真跑」，雖然因為沒考慮力量分配而在接力賽（第四棒）比完而嘔吐，但是在兩百公尺中以此言超越了區居第四名的連，次於仙波一也位居第二。
一之瀨連(16→18)
種類：100公尺 200公尺 4百接力（4×100M接力） 1600接力（4×400M接力）
新二的好朋友。身高175公分，體重52公斤。短距離（Short sprint）選手。有非常好的柔軟度，運動神經超群。
春野台高中的得意門生之一，中學2年級時有全中運第7名的實力，但國三時因為某些理由離開田徑場。但因為神谷新二、根岸康行的邀請又重新返回田徑場上，實際上是想跟新二一起比賽。喜歡接力賽。曾經喜歡過一個叫克萊兒的外國女生（因此在國外待了蠻長的時間，延誤了比賽，新二為此與連鬧彆扭了十天，最後在新二的一句「你好快啊」而化解），是連姐姐的好友。後來因為克萊兒喜歡上別人而死心。
根岸康行(16→18)
種類：400公尺 4百接力（4×100M接力） 1600接力（4×400M接力）
長男，春野台高中田徑隊中神谷新二與一之瀨連的夥伴，和兩人是非常要好的朋友，因為自己的速度始終無法讓連順利加速，而將全高運的希望寄託在鑑山（第一棒）身上。曾經和新二一起大半夜的慢跑尋找試圖逃掉集訓的連。家裡開設的阿Q店是夏季烤肉大會的「材料供應商」，偶爾會說出「好想談戀愛啊」這種令人不知所云的話。非常認真的提升自己的實力。長距離（Long sprint）選手。
桃內(16→17)
種類：4百接力（4×100M接力）
春野台高中田徑隊的氣氛製造機。曾經幫新二貼上鈦貼布緩和他的緊張，讓他跑出絕佳的成績，在通往全高運的關東大賽幣百公尺接力賽上，與鑑山義人、一之瀨連、神谷新二跑出絕佳成績，勇奪第一名。綽號桃小內。
谷口若菜(16→18)
原本是短距離選手，但因為始終沒有紀錄上的進步，掙扎過後轉向長距離，後在長距離跑出絕佳的好成績。同時也是新二喜歡的人。喪母，與弟弟和爸爸二人同住且輪流煮飯。說話緩慢，安靜，但總能為團體增添柔和的氣息。
鳥澤圭子
中長距離選手，個性活潑，喜歡一之瀨連，三年級時成功晉級關東大賽
入江
長距離選手
五島
中距離選手，擅長400公尺障礙
鍵山
短距離選手，與神谷新二等人參加400公尺接力，成功在關東大賽奪冠
守屋
短距離選手，神谷新二的學長，曾擔任隊長
後藤
中距離選手
浦木
短距離選手，神谷新二的學長。喜歡占星術、風水
關
中距離選手，神谷新二的學長
島田
中距離選手，神谷新二的學長
岡林
中距離選手，神谷新二的學長
原明日香
中距離選手，神谷新二的學妹
原今日香
中距離選手，神谷新二的學妹
中澤
中距離選手，神谷新二的學弟
山口
中距離選手，神谷新二的學弟
山下
撐竿跳選手
橋本
中距離選手，神谷新二的學弟
溝井
鉛球選手
小田
投擲選手，神谷新二的學妹
長谷部
鉛球選手，神谷新二的學長，曾擔任隊長
金本
中距離選手，神谷新二的學長，三輪教練的隊友
河野
中距離選手，神谷新二的學長，三輪教練的隊友
內藤（老師）
音樂老師
三輪（老師）
春野台高中田徑隊的教練。被隊員與老朋友稱呼做「阿三」。是個可靠的田徑領導老師。曾經因為不顧一切負傷上場而導致留下了嚴重的後遺症，從前的老師是鷲谷的大塚，因為當是被當成跑腿小弟而訓練出絕佳的速度，因而被大塚看上。但紀錄始終沒能突破十一秒。規定「隊上不准談戀愛」的不成文規定，嘴上說討厭看別人卿卿我我，但是疑似是和即將結婚的女友分手之故。

### 其他
神谷健一
新二的哥哥，凡是和足球有關的人都認識的高中生天才運動員。剛進以足球出名的海嶺高中便成為正規球員。新二和連稱其為「健哥」，後來加入盤田喜悅隊二軍，因發生車禍導致腿部韌帶受傷而暫時引退，預計要復健一年。

### 鷲谷高中
仙波一也
神奈川縣一百公尺冠軍，曾參加全國高中運動會
高梨
神奈川縣一百公尺季軍
西
短距離選手，潛力十足
堺田
短距離選手
大塚（老師）
鷲谷高中田徑隊的教練。

### 昭和學館附屬高中
赤津
短距離選手
川崎
短距離選手

### 佐昌開星高中
北見
短距離選手，曾參加全國高中運動會

### 成田南高中
泉川
短距離選手

### 早稻田學園
大井
短距離選手

### 上浦高中
佐佐木紀宏
短距離選手，曾參加全國高中運動會，最佳成績10秒41

### 甲府第一高中
加藤
短距離選手

## 廣播劇
NHK-FM頻率「青春冒險」從2007年5月14日到5月25日為止，平日22:45～23:00（JST）播出（全10回）。

### 主要演出者
- 內山真人
- 小林良也
- 豐永利行
- 江川央生
- 三村ゆうな
- 保泉沙耶
- 木村良平
- 日野聰
- 菅原大吉
- 麻生侑里
- 江良潤

### 製作
- 原作：佐藤多佳子
- 角色：佐藤久美子
- 選曲：伊藤守惠
- 演出：川野秀昭
- 技術：壇寬彌　西田俊和
- 音響效果：原大輔　千本木真純

## 漫畫
於《Magazine SPECIAL》（講談社）自2007年7月號開始，至2010年4月號期間連載，全6卷。繁體中文版由東立出版社代理。
1. 2008年2月15日 ISBN 978-4063639582
2. 2008年10月17日 ISBN 978-4063840544
3. 2009年5月15日 ISBN 978-4063841404
4. 2009年8月17日 ISBN 978-4063841763
5. 2009年12月17日 ISBN 978-4063842258
6. 2010年5月17日 ISBN 978-4063843088

## 電視劇
《轉瞬為風》，是富士電視台系列，從2008年2月25日到同年2月28日的23點起23點45分（JST），連續4個晚上播出的電視劇。宣傳詞是「朝著夢想奔跑！」 

### 人物角色
- 神谷新二：內博貴
- 谷口若菜：福田沙紀
- 一之瀨連：長谷川純（傑尼斯Jr.）
- 根岸康行：遠藤雄彌（D-BOYS）
- 鍵山義人：五十嵐隼士（D-BOYS）
- 鳥澤圭子：谷村美月
- 守屋：北條隆博
- 桃內：中村倫也
- 神谷健一：錦戶亮（友情演出）
- 河野：平山廣行
- 新二父親：淺野和之
- 新二母親：長野里美
- 仙波：吉岡佑
- 入江孝文：山內秀一
- 女氣象預報員：皆藤愛子
- 神谷新二（幼少）：坂口湧久
- 神谷健一（幼少）：照井宙斗
- 大塚老師：山下真司
- 三輪老師：內村光良

### 工作人員
- 導播：光野道夫、高木健太郎
- 製作人：栗原美和子
- 腳本：佐藤弘幸
- 製作：富士電視台電視劇製作中心
- 製作著作：富士電視台

### 副標題·收視率
| 各話   | 放送日        | 副標題 | 收視率 |
| ------ | ------------- | ------ | ------ |
| 第1話  | 2008年2月25日 | 再出發 | 11.2%  |
| 第2話  | 2008年2月26日 | 挫折   | 7.3%   |
| 第3話  | 2008年2月27日 | 龜裂   | 6.7%   |
| 最終話 | 2008年2月28日 | 決勝戰 | 7.4%   |

平均收視率 8.2%（收視率是由關東地區、Video Research而來）

### 主題曲
- NEWS〈赤腳的灰姑娘男孩〉（傑尼斯娛樂）

## 外部連結
- （日語）富士電視台 轉瞬為風 網頁 （页面存档备份，存于）

| 奖项与成就                                            | 奖项与成就          | 奖项与成就                                                |
| ----------------------------------------------------- | ------------------- | --------------------------------------------------------- |
| 前任： 東京鐵塔：我和老媽，有時還有老爸 Lily Franky著 | 書店大獎獲獎者 2007 | 繼任： Golden Slumbers－宅配男與披頭四搖籃曲 伊坂幸太郎著 |